# Néo-patrimonialisme
 (mars 2019).
Améliorez-le ou discutez des points à vérifier. 
Le néo-patrimonialisme s’apparente à un système hybride qui fusionne le patrimonialisme traditionnel aux institutions légales et rationnelles empruntées à la conception de l’État moderne. Nombre de scientifiques considèrent le néopatrimonialisme comme le système politique qui a défini le mieux les régimes politiques africains des années 1960 aux années 1980. La notion de néo patrimonialisme repose sur trois fondements de bases, à savoir :
- une extrême personnification du pouvoir ;
- un système fort de clientélisme et de patronage ;
- une mauvaise utilisation et répartition des ressources de l’État.

La caractéristique institutionnelle commune de l’ensemble des anciens régimes africains postcoloniaux était le néopatrimonialisme. D’après Michael Bratton et Nicolas Van de Walle dans leur ouvrage Democratic Experiments in Africa : Regime transitions in Comparative Perspective, la caractéristique principale du néopatrimonialisme est l’incorporation d’une logique patrimoniale dans une logique institutionnelle dite bureaucratique.
Pour Christopher Clapham, professeur d’études africaines à l’université de Cambridge, le néopatrimonialisme est le type d’autorité le plus répandu dans les pays du Tiers-Monde car cela renvoie aux formes normales d’organisations établies dans les sociétés précoloniales. La majorité des universitaires spécialistes des questions liées à l’Afrique affirment que le néopatrimonialisme est ancré dans la politique africaine au sens large, il constitue les fondations et la structure des institutions en Afrique (Bratton and Van de Walle, 1997).

## Origines
Au lendemain de l’ère coloniale, la naissance confuse de systèmes pluralistes désordonnés a ouvert la voie à l’autoritarisme et les régimes militaires. De 1960 à 1980, au fur et à mesure que les colonies ont accédé à leur indépendance, le pouvoir s’est concentré dans les mains d’un exécutif fort, conjugué à un faible appareil judiciaire et législatif. Ces régimes autoritaires ne permettaient que peu de dissentiment. Ils contenaient les libertés civiles et les libertés politiques, faisaient des partis d’opposition des entités hors-la-loi, contrôlaient/censuraient la presse généraliste et démantelaient les quelques institutions considérées comme garde-fou qui permettaient de réguler le pouvoir entre les différents corps politiques.
Un des meilleurs exemples d’un système néo patrimonialiste qui a su s’inscrire dans le temps semble être le Zaïre de Mobutu Sese Seko. Ce dernier est notamment resté à la tête du pays pendant 2 décennies durant, faisant de l’ancien Congo Belge, un régime des plus totalitaires.

## Définition des termes
L’Etat, dans le contexte africain, est un phénomène difficile à comprendre. S'il y a un commun accord sur sa logique de fonctionnement, il existe un certain flou quant à sa nature, au point que son existence est parfois contestée. Il s’agit en effet d’un phénomène ambigu et paradoxal sur beaucoup de points. Cette ambiguïté trouve sa source dans la relation très particulière qu’il entretient avec la société. Pour cette raison, c’est la notion de néo-patrimonialisme qui permet le mieux d’analyser cette nature ambiguë et hybride.

### Le patrimonialisme
Pour comprendre la notion de néo-patrimonialisme, il s’agit premièrement de définir ce qu’est le patrimonialisme. Le patrimonialisme est, selon Max Weber, une forme de gouvernance basée sur un type de domination traditionnelle fondé sur l’absence de différenciation entre le public et privé et dans laquelle tout pouvoir découle directement du leader. Le patrimonialisme traditionnel qui combine un dosage variable d’arbitraire personnel et de normes traditionnelles correspond à l’extension de la logique de la domination patriarcale au-delà des frontières de la parenté. Ces régimes sont autocratiques ou oligarchiques et excluent du pouvoir les classes inférieures, moyennes et supérieures. Les dirigeants de ces pays jouissent généralement d'un pouvoir personnel absolu. Habituellement, les armées de ces pays sont fidèles au chef, pas à la nation
L’intérêt de cette notion est sa généralité de par la confusion du public et du privé qui permet de regrouper plusieurs caractéristiques de l'État africain et de sa logique de fonctionnement:
- Corruption économique
- Corruption liée à l’échange social
- Clientélisme
- Patronage
- Copinage
- Népotisme
- Tribalisme
- Prébendalisme

Toutes ces notions, qui sont généralement abordées de façon isolée, sont rassemblées par la notion de patrimonialisme, sans perdre pour autant leur spécificité.

### Le Néo-patrimonialisme
Le néo-patrimonialisme est une notion inspirée de Weber, de type mixte elle permet de distinguer le cas africain des situations traditionnelles. En effet, on observe en Afrique des situations où le patrimonialisme ne fonctionne pas totalement mais se combine avec d’autres logiques : le dosage varie d’un état à un autre. Le néo-patrimonialisme rend ainsi mieux compte de la patrimonialisation de l’Etat qui a été exporté et importé en Afrique. De plus, la notion de néo-patrimonialisme a l’intérêt d’être moins normative que celle de corruption et plus comparative que celle de « la politique du ventre », deux conceptions du système de l’Etat africain où celui ci est un lieu qui conduit en général à l’enrichissement personnel ou celui d’une organisation. Tout comme le patrimonialisme, le néo-patrimonialisme rassemble les caractéristiques de l’Etat africain mais permet, par son aspect mixte, de le distinguer d’autres exemples empiriques.

## Les fondateurs de la théorie du Néo-patrimonialisme

### Schmuel Eisenstadt
Les obstacles qu’auraient rencontré l’Afrique lors de sa démocratisation et de son développement politique en général prend racine dans les années 1970 lorsque Schmuel N. Eisenstadt s’interroge sur l’utilisation de la notion de patrimonialisme, issue de l’analyse de systèmes politiques historiques traditionnels de Max Weber, pour étudier des systèmes politiques modernes et en cours de développement. Cette notion va fournir un angle particulier pour aborder des questions essentielles de la vie politique africaine tout en traversant l’obstacle du cas par cas des différents niveaux de développement et de structure entre état et va donc s’adapter parfaitement à cette analyse.
Il propose ainsi une distinction entre les régimes patrimoniaux traditionnels (de Weber) et les formes modernes en introduisant le concept de « néo-patrimonialisme ». Cette distinction doit permettre de mieux saisir les différences entre les différents régimes patrimoniaux : antiques d’une part modernes de l’autre.
Pour lui, la principale différence entre régimes patrimoniaux et néo-patrimoniaux réside « dans les problèmes politiques auxquels étaient respectivement confrontés les régimes traditionnels et modernes, et […] dans la constellation de conditions à même d’assurer la continuité d’un régime patrimonial spécifique ».
S. N. Eisenstadt réagissait, dans son ouvrage, à une évolution dans l’application de la notion de patrimonialisme initialement proposée par Guenther Roth. Celui-ci avait observé que, dans beaucoup de nouveaux États, la tradition avait perdu sa force légitimatrice sans avoir été remplacée par une forme de domination légale-rationnelle.
L’apparition de formes de dominations personnelles, qui ne correspondaient à aucun des trois types wébériens de légitimité (légal-rationnelle, traditionnelle, charismatique), était la conséquence d’« incitations et des récompenses matérielles », notamment le clientélisme et la corruption.
Pour rendre compte de cette évolution, G. Roth avait suggéré de séparer conceptuellement ces formes de domination en distinguant le patrimonialisme traditionnel d’un patrimonialisme personnalisé, que S. N. Eisenstadt va dénommer néo-patrimonialisme.

### Jean-François Médard
Jean-François Médard, contrairement à Eisenstadt, va situer la différence dans le fonctionnement interne des deux régimes : La conception néo-patrimoniale du pouvoir se situe dans le prolongement historique de la conception patrimoniale traditionnelle, mais ne peut être confondue avec elle, dans la mesure où elle ne s’enracine dans aucune légitimité traditionnelle. Il différencie les États néo-patrimoniaux « rationalisés », cas qui rappelle le « sultanisme » de Max Weber, avec le néo-patrimonialisme pure, le premier étant le cas ultime du dernier. En effet, les Etats néo-patrimoniaux “rationalisés” sont basés sur un mode qui s’appuie sur le concept de patrimonialisme et ses interprétations contemporaines, où la redistribution est particulariste, et où les États sont considérés comme des prédateurs et qui débouche sur une criminalisation et une privatisation de l’État.

## Les caractéristiques du Néo-patrimonialisme

### Le Big Man
P. Clastres introduit la notion de « Big man » qui désigne le "politicien entrepreneur" qui se constitue un système personnel de pouvoir au sein d'un groupe de personnes/une société. Cette logique comportementale est, selon J.F Médard, la suivante : « [le politicien entrepreneur] doit accumuler des ressources dans une perspective de consolidation de son pouvoir et de sa survie politique. Les ressources qu’il cherche à accumuler sont d’ordre politique et économique : il fait fructifier ses ressources économiques par ses ressources politiques et inversement. Il peut s’enrichir grâce à la politique, mais il doit être riche pour faire de la politique. D’une façon plus générale, il accumule et il contrôle les accès aux ressources matérielles afin de pouvoir redistribuer et, par le patronage, accumuler un capital symbolique de nature politique. »
De par cette logique, ces chefs d’Etats paraissent très rapidement comme les premiers à démolir l’Etat, mais ce n’est pas toujours le cas car parfois la survie politique passe par l’affaiblissement de l’Etat ou celui-ci risque de disparaître avec eux. C’est donc parfois dans l’intérêt de l’Etat de ne pas chercher à développer l’Etat. Le big man est amené ainsi, rationnellement, à détruire l’Etat au fur et à mesure qu’il contribue à le construire.
Mais le comportement du politicien entrepreneur n’est pas toujours rationnel. Il peut commettre des erreurs, entraîné par la pulsion de la politique du ventre. Si le politicien accumule sans redistribuer suffisamment ou judicieusement, il altère les bases de son pouvoir et le fragilise. À partir du moment où les habitants ont le sentiment que la réciprocité par la redistribution n’est plus respectée, le pouvoir se transforme en pouvoir illégitime et la survie politique est compromise.

### Politique du ventre
« Expression camerounaise, renvoyant à une conception de l’appareil de l’Etat perçu comme lieu d’accès aux richesses, aux privilèges, au pouvoir et au prestige pour soi et les membres de son clan » souvent reliée à la notion d’un Etat clientélaire elle est aussi la manifestation d’une nécessité de survie toujours précaire et complexe qui prend ses racines dans l’histoire spécifique du continent.

### Le clientélisme
Selon Guy Hermet, le clientélisme est “ un partage de pouvoir entre un Etat faible et des pouvoirs locaux de fait bien que légitime, toujours contrôlés par des patrons, ainsi que comme un régime où un Etat peu pénétrant ne détient que le monopole de la perception des ressources fiscales cependant que les patrons conservent celui de la dépense publique dans leurs fiefs respectifs.”
On rapproche souvent le clientélisme à la corruption. Le clientélisme politique serait ainsi une forme de corruption qui ne relève pas de l’échange économique mais de l’échange social, le patronage distribue des biens publics divisibles (emploi, permis, protection…) contres des soutiens politique. La corruption économique est réinvesti dans la redistribution légitimatrice.

## L’économie morale de la corruption
Le concept d’économie morale, librement interprété d’après E. P. Thompson, sert à rendre intelligible le système de normes et de valeurs sur lequel, paradoxalement, repose un ensemble de conduites corruptives réprouvées, quoique tolérées, voire encouragées. L’économie morale de la corruption en Afrique ne concerne pas seulement la corruption au sens strict du terme, mais le « complexe de la corruption » au sens large.
Une raison du succès de l’expression « économie morale », souvent utilisée dans des travaux d’études africaines, provient des affinités entre les travaux de John Lonsdale et le courant français désigné sous le nom de « politique par le bas ». Le terme est souvent utilisé par les chercheurs africains, mais il reste flou et indéfini, ce qui le rend flexible et adapté à différentes situations, notamment pour expliquer la manière dont les peuples s'organisent en dehors des institutions formelles de l'État.
La question de la corruption se pose lorsque la relation de clientèle, échange social de nature privée, interfère avec le domaine du public, c'est-à-dire du politique et de l’administratif. Il existe deux différents types de corruption. D’une part, il y a la « grande corruption » qui touche les hauts responsables (présidents, ministres, directeurs d'entreprises publiques) et porte sur des sommes considérables. D’autre part, il y a la « petite corruption », courante dans la vie quotidienne (policiers, fonctionnaires, infirmières), qui est un phénomène social bien plus familier au commun des citoyens.
Bien que la petite corruption semble de moindre importance économique, elle fait partie du paysage social et est perçue comme un savoir-faire nécessaire pour naviguer dans les services administratifs. En revanche, la grande corruption, qui relève souvent du néo-patrimonialisme, constitue un drain important sur les ressources publiques et se déroule à travers des mécanismes plus cachés et complexes. Ces mécanismes restent largement connus de la population à travers les rumeurs.
L’insertion des pratiques de corruption en Afrique dans une économie morale largement partagée favorise sa banalisation et sa généralisation. La généralisation propre à l’Afrique rend surtout la petite corruption particulièrement visible malgré le fait qu’elle a des répercussions moins dommageables sur l’économie. Toutefois, son enchâssement dans des logiques « socioculturelles » plus larges crée, en Afrique, un continuum ou une parenté entre petite corruption et grande corruption.

### Le complexe de la corruption
La corruption est un phénomène social, économique et politique complexe. Dans le cas des pays moins développés, il s'agit d'un problème structurel, car il a des causes plus profondes et fait partie des pratiques quotidiennes. La corruption (c’est‑à-dire le « complexe de la corruption ») est devenue, dans la quasi-totalité des pays africains, un élément routinier du fonctionnement des appareils administratifs ou para-administratifs, du sommet à la base. À ce titre, la corruption n’est ni marginale, ni sectorialisée, ni réprimée, elle est généralisée et banalisée.
Dans le cadre de l’économie morale, Jean-Pierre Olivier de Sardan, professeur d'anthropologie franco-nigérien et auteur de nombreux travaux sur la corruption et l’économie morale en Afrique, a développé six thèses sur le complexe de la corruption :
·               Thèse 1: L'économie morale de la corruption en Afrique englobe non seulement la corruption au sens strict, mais aussi un large éventail de pratiques illicites liées aux fonctions publiques, comme le népotisme, les abus de pouvoir, le détournement de fonds, le trafic d'influence, et autres malversations. Bien que ces pratiques soient techniquement distinctes (par exemple, le pot-de-vin et le détournement de fonds sont des infractions différentes), elles partagent toutes des caractéristiques communes : elles sont associées à des positions de pouvoir, vont à l'encontre de l'éthique du service public et permettent des enrichissements illégaux.
·               Thèse 2: La corruption, ou « complexe de la corruption », est désormais un élément routinier et systémique des appareils administratifs et para-administratifs dans la plupart des pays africains. Elle n'est ni marginale ni sectorielle, mais généralisée et banalisée, allant de la base jusqu'au sommet de l'État.
·               Thèse 3: La corruption, bien que stigmatisée dans les discours publics et privés à tous les niveaux de la société africaine, demeure pratiquée de manière généralisée et impunie. Depuis les indépendances en Afrique, la corruption a été régulièrement dénoncée, mais cette stigmatisation n'a pas conduit à des actions judiciaires significatives. L'absence d'une « éthique pratique du service public » et l'impunité qui protège les responsables à tous les niveaux expliquent cette situation.
·               Thèse 4: La corruption en Afrique est un phénomène cumulatif, expansif et difficilement réversible. Elle se propage principalement du haut vers le bas et s'enracine progressivement dans les habitudes sociales et l'« économie morale ».
·               Thèse 5: La corruption est un processus cumulatif et expansif qui se répand principalement du haut vers le bas, et qui est difficilement réversible. Les facteurs qui favorisent sa diffusion ne peuvent être inversés pour provoquer sa régression. Contrairement à certaines attentes, la transition vers un régime démocratique, le respect des droits de l'homme ou une meilleure situation économique ne garantissent pas une diminution de la corruption.
·               Thèse 6: Bien que les pratiques relevant du complexe de la corruption soient légalement condamnables et moralement réprouvées, elles sont souvent perçues par leurs auteurs comme légitimes. En d’autres termes, la frontière entre ce qui est de la corruption et ce qui ne l'est pas est floue et dépend du contexte ainsi que de la position des acteurs impliqués.
La corruption tend à se répandre là où les politiques gouvernementales permettent la création de revenus et où les institutions sont faibles. La défaillance ou le dysfonctionnement des institutions publiques a été considérée dès les premières étapes de l'étude du phénomène comme le facteur le plus important qui augmente le potentiel des fonctionnaires à s'engager dans des pratiques corrompues.

### L’enchâssement culturel de la corruption
D’après les travaux de Jean-Pierre Olivier de Sardan, il y’a enchâssement culturel lorsque la corruption s’impose comme une norme selon des logiques, profondément implantées dans la vie sociale courante, et qui sont au principe de nombre de comportements usuels. L'enchâssement de la corruption démontre que les pratiques corruptives ne sont pas isolées, mais plutôt le résultat d'interactions entre divers acteurs (fonctionnaires, usagers, intermédiaires) et d'un environnement socio-économique qui favorise leur développement. Selon Giorgio Blundo et Jean-Pierre Olivier de Sardan, les pratiques corruptives dans les administrations publiques sont profondément ancrées dans le fonctionnement quotidien des administrations et des services de l'État en Afrique, prenant diverses formes courantes. La commission, par exemple, implique qu'un usager paie un fonctionnaire pour obtenir un service illégal ou une exemption, le fonctionnaire percevant une part des gains obtenus. Dans la gratification, un usager offre une récompense à un fonctionnaire pour obtenir un service ou un traitement préférentiel. Ces deux formes « élémentaires » de corruption, à savoir la commission et la gratification sont courantes et omniprésentes dans les administrations publiques en Afrique.
Les pratiques corruptives s'inscrivent dans des plans plus larges, impliquant des interactions continues entre fonctionnaires et usagers. L’investissement corruptif, comme le fait d’offrir des « cadeaux anticipateurs », est une stratégie corruptrice qui crée des relations d'obligation, normalisant la corruption.[29] La recherche de l’enrichissement rapide pousse les fonctionnaires à accumuler des richesses illégalement, souvent toléré socialement. Ces stratégies sont souvent réfléchies et adaptées en fonction des circonstances. Les stratégies corruptrices agissent à différents niveaux pour renforcer et pérenniser la corruption, en créant des relations d'obligation, en facilitant l'enrichissement personnel rapide et en exploitant les failles des systèmes normatifs.
L'enchâssement des pratiques corruptives dans les pratiques administratives est le résultat des interactions entre fonctionnaires, usagers et intermédiaires, créant un environnement où la corruption est souvent perçue comme nécessaire. L'impunité, liée au clientélisme, empêche les sanctions et protège les corrompus. L'absence de contrôles et la culture du « chacun pour soi » dans l'administration favorisent la corruption. La grande corruption au sommet de l'État bénéficie également d'une impunité similaire. Les élites politiques, même si elles sont accusées de malversations, se protègent mutuellement au sein de réseaux de solidarité. L'absence d'une conception partagée du « domaine public » et le manque d'une véritable éthique du service public, hérités du colonialisme et des pratiques de néo-patrimonialisme, sont des facteurs importants qui expliquent cette situation.
Les pratiques corruptives ne se limitent pas aux habitudes administratives, mais s'inscrivent dans un cadre socioculturel plus large, composé de normes et comportements quotidiens qui peuvent faciliter ou tolérer la corruption sans en être directement responsables. En Afrique, les règles officielles coexistent avec des normes informelles basées sur des pratiques locales et des stratégies de contournement. Les réseaux sociaux, surtout familiaux, privilégient les relations personnelles, renforçant le favoritisme dans les services publics.

### Le cercle vicieux de la corruption en Afrique
La banalisation de la corruption dans les services publics et son enracinement dans les logiques sociales créent un cercle vicieux. Pour les usagers, la corruption devient un moyen de gérer l'incertitude liée aux règles opaques, aux relations ambiguës avec les fonctionnaires et à l'intervention des réseaux politiques ou religieux. Face à cette précarité, les usagers cherchent des protecteurs ou des intermédiaires, parfois en recourant à la corruption pour obtenir des avantages ou une protection. Cette dynamique est visible dans l'usage de marabouts ou de charlatans pour se protéger ou dissimuler sa propre corruption. Si certains éléments de la corruption sont universels, ce qui distingue les pays africains, c'est l'ampleur et la généralisation de ces pratiques, formant une « petite corruption » omniprésente, plus marquée qu'en Europe, mais similaire à celle observée en Asie ou en Amérique latine.
Dans les pays où la corruption est de nature systémique, les pays touchés par le phénomène se caractérisent par des goulets d'étranglement et des contraintes structurelles dans les secteurs économique, institutionnel et socio-politique au sens large. Dans le cas du sous-développement systémique, les pathologies et les dysfonctionnements sont inhérents à l'ensemble des systèmes économiques et institutionnels, qui fonctionnent de manière parallèle et interconnectée. Les faiblesses structurelles du secteur public, le manque de compétitivité, les insuffisances dans l'exercice de la gouvernance, entre autres, sont désignés comme les principales causes de la corruption en Afrique.

## Les enjeux intérieurs
Selon la définition de Jean François Médard on prend en compte 3 critères[réf. nécessaire]: la personnalisation du pouvoir, l’accumulation des ressources et la légitimation par la redistribution. Ici sera étudié l’exemple de la République Démocratique du Congo (RDC), grâce à Mobutu Sese Seko, car c’est un état comprenant les trois critères qu’apporte le néo-patrimonialisme et peut montrer les conflits internes de ce concept.

### La figure d'autorité au pouvoir
Pour retrouver une forme de néo-patrimonialisme il est nécessaire d’expliquer la figure d’autorité montante au pouvoir après les épisodes de décolonisation en Afrique.
Mobutu Sese Seko est ainsi un homme charismatique, journaliste et lieutenant dans l’armée, il devient une figure montante devant le peuple au moment de la décolonisation comme un représentant proche de la perfection. Il souvent connu comme le dirigeant néo-patrimonial par excellence, passant du coup d’État militaire à la domination du parti unique.
Mobutu Sese Seko prend le pouvoir en 1965 avec l’appui des États-Unis d’Amérique et de la CIA. Il établit ensuite le Mouvement Populaire de la Révolution, ou MPR, comme parti unique à partir de 1967 et jusqu’à 1990. Il a dirigé la RDC avec une poigne de fer jusqu’en 1997.

### Le culte de la personnalité
Mobutu Sese Seko a mis en place, dès son arrivée au pouvoir, plusieurs mesures phares sous sa « campagne d’authenticité », ce qui lui permet de maintenir sa popularité. Il renomme son pays après un mot local pour rivière, la « République du Zaïre ». Autrefois appelé Général Mobutu, il prend le nom de Mobutu Sese Seko tout en bannissant les noms de ces concitoyens à consonance occidentale. Il remplace encore des noms européens avec ceux Africains (Léopoldville devient Kinshasa). Son idéologie personnelle devient ‘Mobutisme’ plutôt qu’authenticité.
Il est aussi considéré comme père de la nation. « Rien n’est possible à Zaïre sans Mobutu. Il a créé le Zaïre. Il est le père du peuple de Zaïre. »[réf. nécessaire]

### Un cercle d'amis fermé et tribalisme
Le tribalisme est connu comme une variante du népotisme mais à une échelle plus étendue. La tribu nganti du Maréchal Mobutu était ainsi privilégiée, en prenant par exemple la création d’une division spéciale présidentielle, où l’on trouve quinze mille hommes provenant majoritairement de cette tribu nganti.[réf. nécessaire]
Mobutu a aussi reçu l’appui des États-Unis d’Amérique et des gouvernements français et belge. Il a vendu une partie du Congo ou Zaïre à l’Allemagne pour des tests militaires. Résolument anti-communiste, il s’est enfin opposé aux politiques soviétiques en Afrique, tout en ayant de très bonnes relations entre la Chine et la Roumanie.
Mobutu Sese Seko est resté au pouvoir grâce aux facteurs internationaux et domestiques. Il a établi la paix et la sécurité après cinq ans de guerre civile, entre 1960 et 1965.
Grâce au culte de la personnalité, aux politiques de peur et de répression, Mobutu a pu piller une partie des ressources naturelles du Congo. Pour cela, il a appliqué les politiques du patronage. Mobutu est connu comme un maître de la diplomatie machiavélienne, et a bénéficié de la situation politique internationale de l’époque, la guerre froide. Cela lui a ainsi permis de gagner l’appui inconditionnel de puissants gouvernements occidentaux.

## Enjeux extérieurs

### Des enjeux mondiaux
D’abord, au moment des indépendances, l’enjeu de la guerre froide est présent. En effet, chaque grande puissance voit l’Afrique comme une terre d’influence pour contrer l’autre, mais aussi une terre d’influence qui alimente leur puissance. Les États-Unis comme porteur des valeurs démocrates et l’URSS comme servant des droits des peuples s’immiscent ou au moins soutiennent certains camps des nouveaux états indépendants qui tentent de trouver leur leader.
La chute des empires coloniaux est aussi un enjeu expliquant l’intérêt des européens pour l’Afrique. En effet, les anciens empires coloniaux, comme la Grande-Bretagne, la Belgique mais aussi la France, cherchent à garder leur influence passée sur le continent et à l’échelle internationale. N’ayant plus de colonies en Afrique, les européens se servent du continent comme sorte de levier d’influence. C’est-à-dire qu’en gardant de bonnes relations avec les leaders, les anciens empires continuent à jouer sur le plan politique en Afrique.
Enfin, l’Afrique est surtout victime d’un enjeu économique hors-normes. Effectivement, l’Afrique est riche en matière première particulièrement en minerais. La présence de ces matières premières encourage les pays occidentaux à continuer d’intervenir en Afrique. Si un pays occidental est en bonne relation avec un leader d’un pays africains, le pays occidental va jouir de privilège ou au moins de soutien dans l’exploitation d’une matière première en question.
C’est pour ces 3 raisons que les occidentaux s’immiscent dans les affaires internes des états africains particulièrement à l’indépendance. Les pays occidentaux n’hésitent pas à supporter, influencer voire agir en faveur d’un leader pour une de ces raisons

### Exemple de la RDC
Comme en République démocratique du Congo, lors de l’indépendance, Patrice Lumumba a pris le pouvoir. Or, celui-ci ne plaisant pas beaucoup aux anciens colons, les belges, à cause de son discours dès le jour de l’indépendance dénonçant la colonisation, l’exploitation. Considéré comme fou par les occidentaux, ils se met les États-Unis à dos en les menaçant de se rapprocher de l’URSS et demande à l’ONU d’intervenir contre les troupes belges, ce qu’elle ne fera pas. Et puis, il attira l’attention à multiples reprises contre les États-Unis. Enfin, Mobutu, avec l’aide de la Belgique, renverse Lumumba et prend le pouvoir. Et en s’alliant avec les États-Unis, Mobutu assure son ascension. Et avec l’aide des États-Unis, Mobutu parvient rapidement à réunifier le pouvoir. Lumumba est rapidement assassiné par des hommes de Mobutu mais aussi par l’aide de l’armée Belge. Pour ce qui est de Mobutu, son pouvoir est assuré puisqu’il incarne ce que veut l’occident. De plus, les États-Unis ont eu intérêt à s’allier avec Mobutu en vue de l’endroit stratégique de la République démocratique du Congo. En étant charismatique et acclamé par le peuple, Mobutu est de plus l’incarnation même du Néo-Patrimonialisme, dans lequel les occidentaux ont joué un rôle fondamental.

### Exemple de la Centrafrique
En République Centrafricaine, d’une autre manière, les occidentaux sont intervenus dans le régime de Bokassa, un ancien militaire français. En effet, la France, ancienne colonie, soutient le régime de Bokassa dès le coup d’état en 1965. Elle soutient de façon stratégique car il est favorable à la défense des intérêts dans la région, des intérêts économiques en particulier à propos de l’uranium. De plus, la position stratégique du Centrafrique est aussi très intéressante pour la France, car ce pays est situé au cœur de l’Afrique. La France, démocratie et pays des droits de l’homme soutient donc, le régime violent de Bokassa qui fait régner la torture et les exécutions. Le ministre français à la coopération sera même présent, lorsqu’il est sacré Empereur Bokassa 1er. La France l’a alors aidé à arriver au pouvoir en le soutenant après le coup d’état. Mais quand Bokassa commence à être gênant, en revendiquant le nucléaire. Le président français, Valéry Giscard d'Estaing ne soutient plus l’empereur. Pour combler ça, Bokassa, en se rapprochant de Kadhafi, signe la fin de son règne. En effet, la France le prend mal et lance une opération pour le faire tomber. En assurant sa chute en 1979, la France assure sa bonne relation avec le successeur de Mobutu, David Dacko.

## Les critiques du Néopatrimonialisme

### Un modèle propre à l'Afrique subsaharienne
Rappelons que le néopatrimonialisme est un système politique hybride où fusionnent le patrimonialisme traditionnel et les institutions rationnelles-légales d’un Etat moderne, par “l’incorporation de la logique patrimoniale dans les institutions bureaucratiques”.
Les Etats nouvellement indépendants d’Afrique Subsaharienne sont ceux où la notion de néopatrimonialisme va s’enraciner avec le plus de rigueur et atteindre de fait, une “quasi hégémonie” en Afrique Subsaharienne : 22 pays (sur 35) ont adopté ce type de régime avant 1970. Bratton & Van de Wall identifient au début des années 1990 quelque quarante Etats africains où les éléments constitutifs d’une routinisation des pratiques néopatrimoniales sont identifiables. Delà ils concluent que “si les pratiques néopatrimoniales sont repérables au sein de tous les systèmes politiques, en Afrique elles sont l’élément clé de la politique”.
Le néopatrimonialisme est ainsi, pour la plupart des spécialistes, par-delà les changements de régimes, la marque distinctive des régimes africains ; la fondation et la superstructure des institutions en Afrique Subsaharienne.

### Nuances, critiques et nouvelles perspectives
Bratton & Van de Walle reviennent entre autres sur le dualisme — “logique patrimoniale/développement d’une administration publique” que recouvre le néopatrimonialisme. Ce dualisme est, en réalité, “susceptible de s’exprimer à travers une large palette de situations empiriques”.
Médard propose alors une classification entre les régimes néopatrimoniaux, axée sur l’intensité et le mode de régulation des pratiques patrimoniales, à la fin des années 1990. Il identifie “deux types d’Etats en Afrique qui constituent deux pôles avec toutes les situations intermédiaires possibles […] les Etats néopatrimoniaux caractérisés par un mode patrimonial de régulation politique fondé sur la redistribution, et les Etats purement prédateurs correspondant à un patrimonialisme de type sultanique" Dans un Etat néopatrimonial régulé, la personnalité du Chef joue un rôle déterminant dans la mise en œuvre de mécanismes de régulation tels que la mise en place parfois formalisée d’une politique d’équilibre ethno-régionale pour la distribution des ressources sur une base inclusive, nationale. Outre l’atténuation des identités sociales, ethno-régionales et religieuses, le néopatrimonialisme régulé tend à stimuler la loyauté et la cohésion parmi les élites. Le Chef construit des systèmes personnels de pouvoir qui contribuent à sa stabilité (la Côte d’Ivoire sous Houphouët Boigny). En revanche, dans un Etat néopatrimonial prédateur, les processus de maximisation/personnalisation du pouvoir et de centralisation des ressources politiques sont portées à leur paroxysme ('la politique du ventre'). Ceci a entre autres pour conséquence un échec de l’institutionnalisation et donc, de l’État (le Zaïre de Mobutu).”

#### Ce que révèle l'approche néopatrimonialiste
À la suite des dogmatismes développementalistes des années 1960 et dépendantistes des années 1970, les penseurs des années 1980 questionnent à présent le postulat selon lequel, le régime néopatrimonial serait l’archétype de l’État postcolonial africain. Ils rejettent de fait, les explications à prétention hégémonique qui réduisent souvent la complexité d'un phénomène. Un certain nombre d’entre eux critiquent ‘l’universalisme volontariste des théories de la modernisation’ dont l'impérialisme réduit commodément les maux africains aux manœuvres des puissances étrangères, à commencer par celles des anciens colonisateurs.
La démarche comparatiste privilégiée par Médard était wébérienne, fort consciente de la spécificité occidentale et partant d’une réflexion sur l’autorité “traditionnelle” pour aborder d’autres parties du monde. Pourtant, la sociologie abstraite, classificatrice de Weber, et cette catégorie plutôt résiduelle d’autorité traditionnelle, s’est révélée insuffisante pour étudier les communautés extra-occidentales. Comme beaucoup, il se trouve confronté au dilemme de faire justice aux spécificités subsahariennes sans pour autant réduire le sous-continent à une entité monolithique, une région de stagnation et de conflit sans espoir de changement. Il ne veut pas réduire l'Afrique subsaharienne à de simples déterminismes extérieurs tout en la maintenant insérée dans un cadre d’analyse occidental.

#### Réforme politique et démocratisation de l'Afrique Subsaharienne
La ‘vague de démocratisation’ que connaît l’Afrique Subsaharienne (sauf la République Démocratique du Congo et l’Erythrée) provoque la chute du néopatrimonialisme — régime politique par excellence depuis l’indépendance — et change la donne. Pour la première fois enfin, les Africains (ayant successivement connu le patrimonialisme, la colonisation et le néopatrimonialisme) contribuent à la construction de l’Afrique en organisant pas moins de 70 élections présidentielles/législatives pluralistes à travers le continent, pour exercer une pression sur les dirigeants et forcer les gouvernements au changement. Ils veulent lancer la libéralisation politique — processus par lequel un gouvernement démocratiquement élu remplace un régime politique autoritaire comme autorité souveraine de l’Etat — à l’échelle régional pour imposer la démocratie et la consolider.
Peu de pays ont réussi à consolider leur démocratie à la suite de leur libéralisation politique : l’Afrique du Sud, le Ghana, le Bénin, le Botswana, Cap Vert, le Sénégal, l’Ile Maurice, le Mali jusqu’en 2012. Facteurs intérieurs et influences internationales expliquent un tel changement dans la manière de concevoir et d’exercer la politique en Afrique.
La discréditation du néopatrimonialisme (autoritarisme/dictature, politique de la peur et répression des opposants politiques, gangrène de la corruption incontrôlée et mauvaise gestion des ressources, échec de l’institutionnalisation et du développement), la chute du bloc soviétique, la libération des démocraties populaires vis-à-vis de l’URSS, la fin de la guerre froide et de l’apartheid lance le renouveau politique de l’Afrique Subsaharienne incarné par de nouveaux leaders africains tel Nelson Mandela. Cette vague démocratique se répand comme une poudrière et agit comme un effet domino, accru par l’émergence de la société civile. Les États-Unis tout comme les anciennes puissances coloniales (la France, la Belgique et le Royaume-Uni principalement) soutiennent le mouvement pour la démocratie en abandonnant les anciens dirigeants néopatrimoniaux (Mobutu est à présent ignoré par la France, le Royaume Uni et les Etats-Unis, avec qui pourtant, il entretenait d’excellentes relations) pour protéger leurs intérêts en maintenant leurs relations et leur influence intactes en Afrique.
De fait, le néopatrimonialisme — régime politique par excellence en Afrique Subsaharienne du début des années 1960 à la fin des années 1980 — est impopulaire et dépassé. Plusieurs pays ont réussi à implanter la démocratie même si la plupart peinent à l’imposer. Les Etats font face encore aujourd’hui à des obstacles rendant la consolidation de la démocratie difficile :
1. Institutions politiques faibles en termes de partis politiques et de législatures
2. Défense de la démocratie par l’Etat insuffisante
3. Corruption et patronage continus et permanents
4. Les Coups d’Etats (bien que rares) se produisent toujours (notamment au Mali)
5. Tensions ethniques rendant la démocratie difficile à soutenir
6. Ralentissement économique freinant les efforts pour la démocratisation
7. Faible leadership